# ゲルストマン症候群

主要な脳溝と大脳葉（外側面）。頭頂葉は黄色で示してある。

ゲルストマン症候群（ゲルストマンしょうこうぐん、英: Gerstmann syndrome）は、脳の特定の場所に病変が存在することによって起こると考えられている、後述の一連の症候を示す神経疾患である。オーストリア出身のアメリカの神経学者ヨーゼフ・ゲルストマンにちなんで命名されている。

## 主症候
ゲルストマン症候群は次の4つの主な症候で定義される。
1. 失書 : 自発的に字を書くことも書き取りもできない。
2. 失算 : 暗算も筆算もできない。
3. 手指失認 : 指定された指を示せない。
4. 左右失認 : 左右がわからない。

以上の4症候を満たさない不全型も多くみられる。これらの症候の中では手指失認がもっとも重要視されており、左右失認がこれに次いでいる。

## 原因
この疾患は優位半球（通常は左大脳半球）頭頂葉の側頭葉境界に近い角回および縁上回という部分の病変と関係していることが多い。しかしゲルストマン症候群が本当に単一で理論的に誘導された症候群なのかどうかについては、科学文献上で多くの議論がある。そういうわけでこの診断の有用性については神経学者からも精神神経学者からも同様に疑問が呈されている。

## 成人のゲルストマン症候群
成人では、この症候群は脳卒中後やあるいは頭頂葉の損傷などに合併する。
こういった疾患では、前述のような症候を示す以外に失語を呈する場合が多い。すなわち会話の際に発語ができなくなったり、読み書きが困難になったりする。言語野も優位半球に存在し、病変が言語野にも及ぶことが多いためである。

## 小児のゲルストマン症候群
ごく稀に小児でもこの症候群の報告があり、発達性ゲルストマン症候群と呼ばれることもある。原因はわかっていない。ほとんどの症例は学齢に達した小児が書字や計算をしようとする際に発見されている。一般的には書字やつづりがうまくいかない、四則演算ができないという症状を示す。左右の違いがわからなかったり、個々の指を識別できなかったりという症候が明らかにわかる例もある。4主徴に加えて、多くの子どもが構成失行、すなわち簡単な線画の模写ができないという症候にも悩まされる。読みの障害も多い。脳障害を持った子どものみならず、知的能力の高い子どもでもこの疾患が起こりうる。

## 治療
ゲルストマン症候群に対する特効的な治療法はない。そのため治療は対症療法、支持療法となる。作業療法や言語療法によって、書字困難や失行を軽減できることもある。また学童については電卓やワードプロセッサで症状に対処しうることもある。

## 予後
成人では、症候の多くは時間の経過とともに軽快する。小児でも時間が経つにつれて症状が軽快すると考えられているが、ほとんどの子どもはこのハンディキャップを完全には克服できず、そのかわりこれらを補う手段を学んでいるようである。